# Amélie (musical)
Amélie is een musical gebaseerd op de romantische komediefilm Amélie met muziek van Daniel Messé, teksten van Messé en Nathan Tysen, en is gebaseerd op het boek van Craig Lucas. De musical ging in september 2015 in première in het Berkeley Repertory Theatre. De musical stond van maart 2017 tot mei 2017 op Broadway.

## Verhaal
Amélie Poulain houdt zich al haar hele leven verborgen voor de buitenwereld. Als kind werd ze door haar ouders thuisgehouden van school en leefde ze in haar eigen fantasiewereld. Wanneer het eindelijk tijd is om haar huis te verlaten, leidt ze een rustig leventje als serveerster in Parijs. Tot ze door een bijzondere gebeurtenis ontdekt wat ze wil met haar leven: anderen helpen om liefde en geluk te vinden, op haar eigen unieke en betoverende manier. Dan wordt ze zelf verliefd en kan Amélie zich voor het eerst in haar leven niet meer verbergen.

## Producties
Daniel Messé (van Hem) heeft samen met Nathan Tysen de teksten geschreven, Craig Lucas schreef het boek en Messé paste de muziek uit de film aan voor in het theater.

### Amerikaanse productie (2015)
Amélie ging in première in het Berkeley Repertory Theatre. De musical werd geregisseerd door Pam MacKinnon met Samantha Barks in de titelrol Amélie. Het decor en de kostuums zijn ontworpen door David Zinn, het lichtontwerp door Jane Cox en Mark Barton en de projecties door Peter Nigrini.

### Los Angeles (2016)
De musical opende in het Ahmanson Theatre in Los Angeles als pre-Broadway voorstelling en stond hier van 4 december 2016 tot 15 januari 2017.

### Broadway (2017)
De musical opende op Broadway in het Walter Kerr Theatre op 9 maart 2017 met try outs en officieel op 3 april.

### Japanse productie (2018)
De musical opende in het The Galaxy Theater in Tokio in Japan op 18 mei en speelde hier tot 3 juni 2018.

### Duitse productie (2019)
Onder de titel "Die fabelhafte Welt der Amélie" (De fantasievolle wereld van Amélie) was de Europese première van de musical Amélie in Duitsland in februari 2019 in het Werk7 Theater in München. Dit werd geproduceerd door Uschi Neuss en Joop van den Ende.

### Britse productie (2019)
De musical ging in de Verenigd Koninkrijk in première in het Watermill Theatre in Newbury, waar het van 11 april tot 18 Mei 2019 heeft gestaan voor de tournee startte, geregisseerd door Michael Fentiman. De productie maakte zijn debuut in Londen in The Other Palace van 29 november 2019 tot 1 februari 2020. Deze show werd erg goed gerecenceerd.

### Finse productie (2019)
Op 13 september 2019 ging Amélie in première in Finland in het Turku City Theatre. De regisseur en choreograaf van deze uitvoering is Reija Wäre. De staging is gedaan door Jussi Vahvaselkä.

### Australische productie (2020)
De première stond gepland op 2 juli, maar werd uitgesteld vanwege de coronacrisis in dat land. De regisseur van de voorstelling is Shaun Rennie.

### Nederlandse productie (2021-2022)
Onlangs is aangekondigd dat de Nederlandse versie van Amélie in 2021 en 2022 gaat Touren door heel Nederland. Deze versie van de musical wordt geproduceerd door Morssinkhof Terra Theaterproducties met Christanne de Bruijn in de hoofdrol als Amélie.

## Cast
| Personage                                    | Wereldpremiere (2015)    | Broadway (2017)          | West End (2021)                                                           | Nederland (2021-2022) |
| -------------------------------------------- | ------------------------ | ------------------------ | ------------------------------------------------------------------------- | --------------------- |
| Amélie                                       | Samantha Barks           | Phillipa Soo             | Audrey Brisson                                                            | Christanne de Bruijn  |
| Jonge Amélie                                 | Savvy Crawford           | Savvy Crawford           |                                                                           |                       |
| Nino                                         | Adam Chanler-Berat       | Adam Chanler-Berat       | Chris Jared                                                               | David Schwarz         |
| Dufayel / Collignon                          | Tony Sheldon             | Tony Sheldon             | Johnson Willis                                                            | Christiaan Koetsier   |
| Raphael / Bretodeau                          | John Hickock             | Manoel Felciano          | Jez Unwin                                                                 | Ger Otte              |
| Amandine / Philomene                         | Alison Cimmet            | Alison Cimmet            | Rachel Dawson                                                             | Anouk Snel            |
| Suzanne                                      | Maria-Christina Oliveras | Harriett D. Foy          | Kate Robson-Stuart                                                        | Anouk Snel            |
| Gina                                         | Carla Duren              | Maria-Christina Oliveras | Sioned Saunders                                                           | Luka de Baets         |
| Georgette / Sylvie / Collignon's moeder      | Alyse Alan Louis         | Alyse Alan Louis         | Flora Spencer-Longhurst                                                   | Charlotte Boudry      |
| Blinde bedelaar / Tuinkabouter / Nieuwslezer | David Andino             | David Andino             | Jack Quarton                                                              |                       |
| Hipolito / Belgische tourist / Elton John    | Randy Blair              | Randy Blair              | Caolan McCarthy                                                           | Ger Otte              |
| Joseph / Fluffy / Collignon's vader          | Paul Whitty              | Paul Whitty              | Samuel Morgan-Grahame                                                     | Keije Schepers        |
| Lucien / Adrien Wells / Mysterieuze Man      | Perry Sherman            | Heath Calvert            | Oliver Grant                                                              |                       |
| Ensemble                                     |                          |                          | Nuwan Hugh Perera Miiya Alexandra Robyn Sinclair Matthew James Hinchliffe |                       |

## Muziek
Original Broadway Cast Recording
- "Times Are Hard for Dreamers (Proloog)" - Jonge Amélie, ensemble
- "World's Best Dad" - Jonge Amélie, Raphael
- "World's Best Friend" - Jonge Amélie, Amandine, Fluffy
- "World's Best Mom" - Jonge Amélie, Amandine
- "Times Are Hard for Dreamers" - Amélie
- "The Commute" - Ensemble
- "The Bottle Drops" - Jonge Amélie, Amélie, ensemble
- "Three Figs" - Lucien
- "The Girl with the Glass" - Dufayel, Amélie
- "How to Tell Time" - Amélie, Bretodeau, ensemble
- "Tour de France" - Amélie, ensemble
- "Goodbye, Amélie" - Amélie, "Elton John," koor
- "Backyard" - Amélie, Raphael
- "When the Booth Goes Bright" - Nino
- "Sister's Pickle" - Amélie
- "Halfway" - Jonge Amélie, Amélie
- "Window Seat" - Amélie, Gina, Gina's man, ensemble
- "There's No Place Like Gnome" - Gnome, ensemble
- "Thin Air" - Nino
- "Blue Arrow Suite" - Amélie
- "The Late Nino Quincampoix" - Amélie, ensemble
- "A Better Haircut" - Gina, Suzanne, Georgette, Nino
- "Stay" - Amélie, Nino
- "Halfway" (Reprise) - Amélie
- "Where Do We Go from Here" - Amélie, Nino, ensemble

Original London Cast Recording
- The Flight of the Blue Fly - Company
- World's Best Papa - Jen Uzwin, Audrey Brisson, Rachel Dawson
- Post Mortem - Audrey Brisson, Company
- The Sound of Going Round in Circles - Audrey Brisson, Company
- The Commute Home - Caolan McCarthy, Audrey Brisson, Company
- When the Booth Goes Bright - Chris Jared, Company
- The Bottle Drops - Audrey Brisson, Company
- The Girl With the Glass - Johnson Willis, Audrey Brisson
- How to Tell Time - Audrey Brisson, Jez Unwin
- Tour de France - Audrey Brisson, Josh Sneesby, Company
- Goodbye, Amélie - Caolan McCarthy, Company
- Backyard - Audrey Brisson, Jez Unwin
- Sister's Pickle - Audrey Brisson
- Halfway - Audrey Brisson, Rachel Dawson
- Window Seat - Sophie Crawford, Audrey Brisson, Caolan McCarthy, Kate Robson-Stuart
- Thin Air - Chris Jared, Company
- There's No Place Like Gnome - Oliver Grant, Jez Unwin, Company
- Times Are Hard For Dreamers - Audrey Brisson
- Blue Arrow Suite - Audrey Brisson, Company
- The Late Nino Quincampoix - Audrey Brisson, Kate Robson-Stuart, Sophie Crawford, Faoileann Cunningham, Samuel Morgan-Grahame, Caolan McCarthy
- A Better Haircut - Kate Robson-Stuart, Faoileann Cunningham, Sophie Crawford, Chris Jared
- Stay - Audrey Brisson, Chris Jared, Company
- Halfway (Reprise) - Audrey Brisson, Chris Jared, Company
- Where Do We Go From Here? - Audrey Brisson, Chris Jared, Company

## Prijzen en nominaties

### Oorspronkelijke Broadwayproductie
| Jaar | Nominatie          | Categorie                             | Uitslag       |
| ---- | ------------------ | ------------------------------------- | ------------- |
| 2017 | Drama League Award | Distinguished Production of a Musical | Niet gewonnen |

### Oorspronkelijke Londense productie
| Jaar | Nominatie              | Categorie                    | Genomineerden  | Uitslag |
| ---- | ---------------------- | ---------------------------- | -------------- | ------- |
| 2020 | Laurence Olivier Award | Beste nieuwe musical         |                |         |
| 2020 | Laurence Olivier Award | Beste actrice in een musical | Audrey Brisson |         |